# Ahmed Shedid Qinawi
Ahmed Shedid Qinawi (arabe : حمد ديد ناوي), né le 1er janvier 1986 à Al-Minya, est un footballeur international égyptien. Il évolue au poste de défenseur latéral gauche et est actuellement libre de tout contrat.

## Biographie
Ahmad Shedid commence sa carrière au club d'Al Ahly. Avec cette équipe, il remporte notamment trois titres de champion d'Égypte.
En 2008, il est transféré au club d'Al-Masry. Puis en 2011, il retourne à Al Ahly. Il remporte la Ligue des champions de la CAF en 2012 avec cette équipe.
Ahmad Shedid reçoit sa première sélection en équipe d'Égypte le 12 octobre 2008, à l'occasion d'un match face à Djibouti comptant pour les éliminatoires de la Coupe du monde 2010.

## Palmarès
- Vainqueur de la Ligue des champions de la CAF en 2012 avec Al Ahly
- Vainqueur de la Supercoupe de la CAF en 2007  et en 2013 avec Al Ahly
- Champion d'Égypte en 2006, 2007 et 2008 avec Al Ahly
- Vainqueur de la Coupe d'Égypte en 2007 avec Al Ahly
- Vainqueur de la Supercoupe d'Égypte en 2006 avec Al Ahly